# Các tòa nhà Trung tâm Bahá'í Thế giới
Các tòa nhà Trung tâm Bahá'í Thế giới là một loạt các tòa nhà như là một phần của Trung tâm Bahá'í Thế giới ở Israel. Các tòa nhà bao gồm cả thánh địa Bahá'í được sử dụng để hành hương và các cơ quan hành chính quốc tế của Bahá'í giáo. Tập hợp bao gồm 20 tòa nhà hành chính khác nhau, tòa nhà hành hương, thư viện, kho lưu trữ, nhà ở lịch sử và đền thờ. Các cấu trúc này đều được thiết lập giữa hơn 30 khu vườn hoặc tầng bậc riêng biệt.
Các tòa nhà được đặt tại Haifa, Acre, và Bahjí của Israel. Vị trí của các tòa nhà bắt nguồn từ việc Bahá'u'lláh bị giam cầm ở Acre gần Haifa bởi Đế quốc Ottoman trong thời kỳ Ottoman cại trị vùng Palestine, nay là Israel.
Nhiều thánh địa Bahá'í ở Haifa và xung quanh Acre bao gồm cả Vườn bậc thang Bahá'í và Đền thờ Báb trên sườn phía bắc Núi Carmel; đền thờ Bahá'u'lláh, Dinh thự Bahji và Mazra'ih đã được UNESCO công nhận là Di sản thế giới vào tháng 7 năm 2008. Đây là những địa điểm đầu tiên kết nối với một truyền thống tôn giáo tương đối mới, và có giá trị phổ biến nổi bật, cung cấp cho truyền thống hành hương mạnh mẽ của Bahá'i giáo và vì ý nghĩa sâu sắc của chúng đối với đức tin.

## Haifa
Haifa là thành phố lớn thứ ba ở Israel vì đây là một cảng biển nằm bên bờ Địa Trung Hải, phía trên là núi Carmel. Năm 1891, chính Bahá'u willáh đã chỉ định việc đặt đền thờ Báb tại núi Carmel. Sau đó, Bahá'u'lláh trong Bảng vẽ Carmel đã tiết lộ rằng, ngọn núi chính là vị trí đặt Trung tâm Bahá'í Thế giới.

### Đền thờ Báb
Đền thờ là nơi chứa di hài của Báb, người sáng lập ra Báb giáo, một trong ba nhân vật trung tâm của Bahá'í giáo. Nó được chỉ định bởi Bahá'u willáh vào năm 1891 khi ông dừng lại nghỉ trên núi Carmel cùng với Abdu’l-Bahá, con trai cả của ông. Nó nằm ngay phía trên Thuộc địa Đức được thành lập vào những năm 1860 bởi Hội Đền Đức. Đền thờ ban đầu được xây dựng bởi Abdu’l-Bahá và hoàn thành vào năm 1909. Sau nhiều năm, kiến trúc thượng tầng của nó đã được Shoghi Effendi hoàn thành vào năm 1953.

### Đền thờ Abdu’l-Bahá
Đền thờ là nơi chôn cất tương lai của Abdu’l-Bahá sau khi thi hài của ông được tìm thấy tại một trong các phòng ở Đền thờ Báb. Hossein Amanat được chỉ định là vị kiến trúc sư thiết kế nó.

### Các tòa nhàVòng cung Bahá'í
Vòng cung Bahá'í bao gồm một số tòa nhà hành chính được công khai bởi Bahá'u'lláh trong Bảng vẽ Carmel. Nó được xây dựng theo hình dáng của một chiếc thuyền bao gồm Trụ sở của Tòa Công lý Quốc tế, Trung tâm Giảng dạy Quốc tế, Tòa nhà Lưu trữ Bahá'í Quốc tế và Trung tâm nghiên cứu các văn bản thiêng liêng và Tòa nhà Thư viện Bahá'í Quốc tế vẫn chưa được xây dựng.

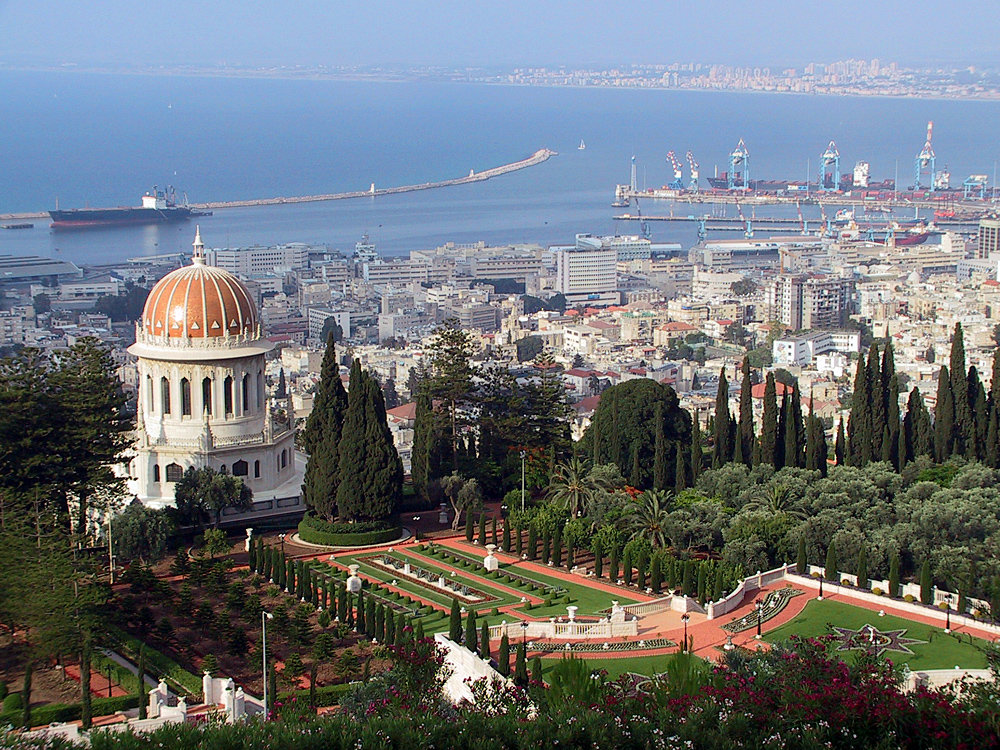
Đền thờ Báb, phía xa là cảng Haifa.
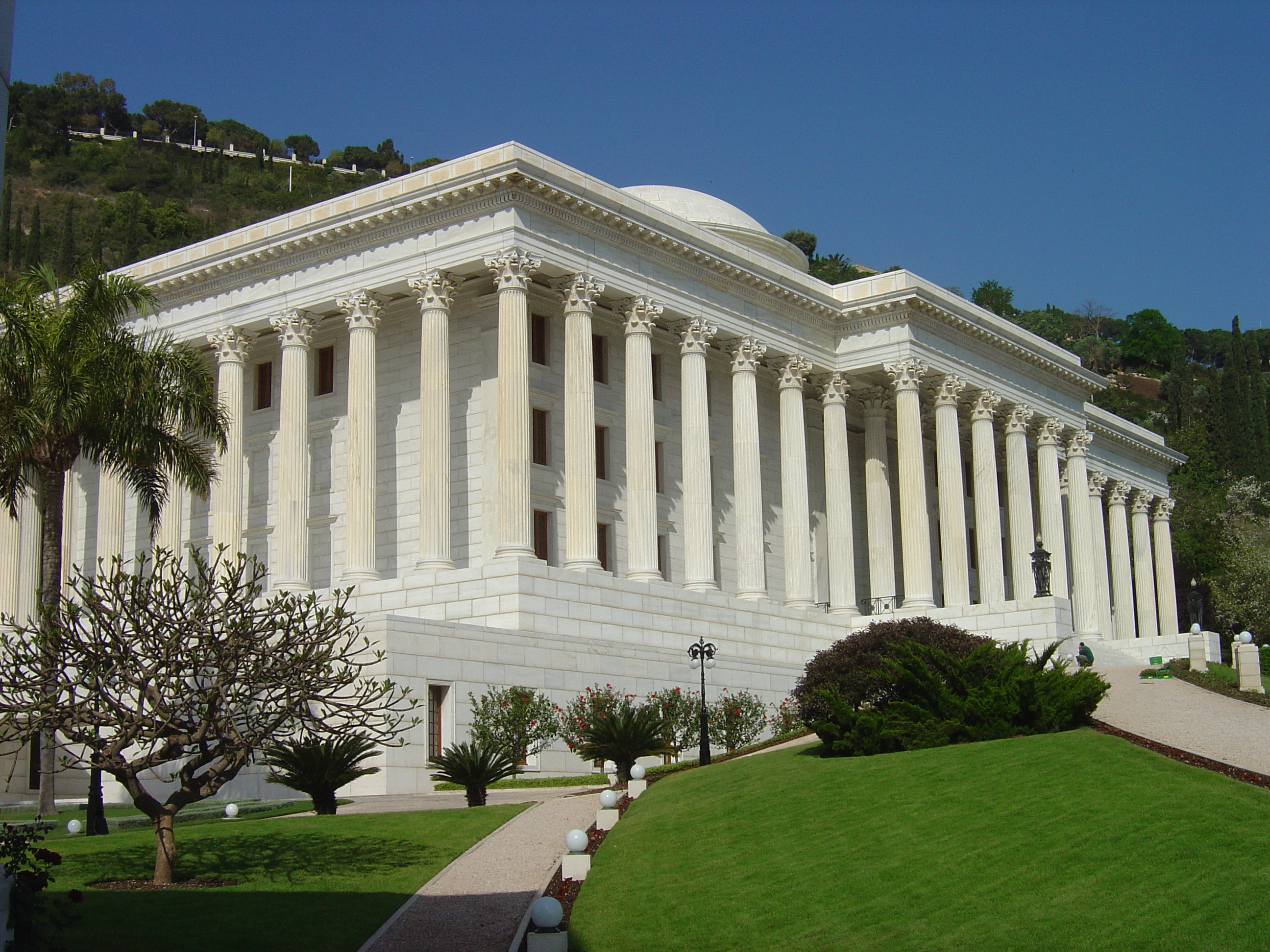
Tòa Công lý Quốc tế
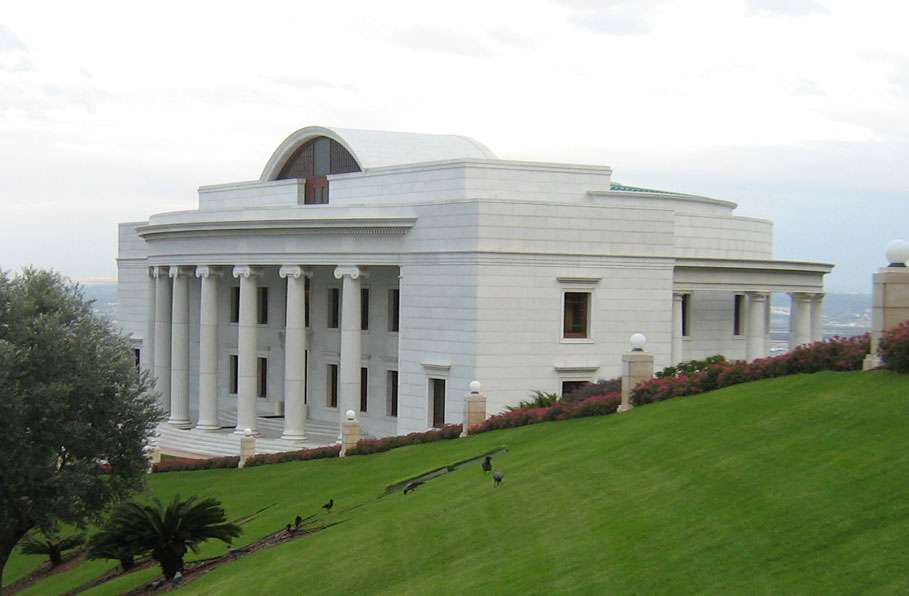
Trung tâm Giảng dạy Quốc tế
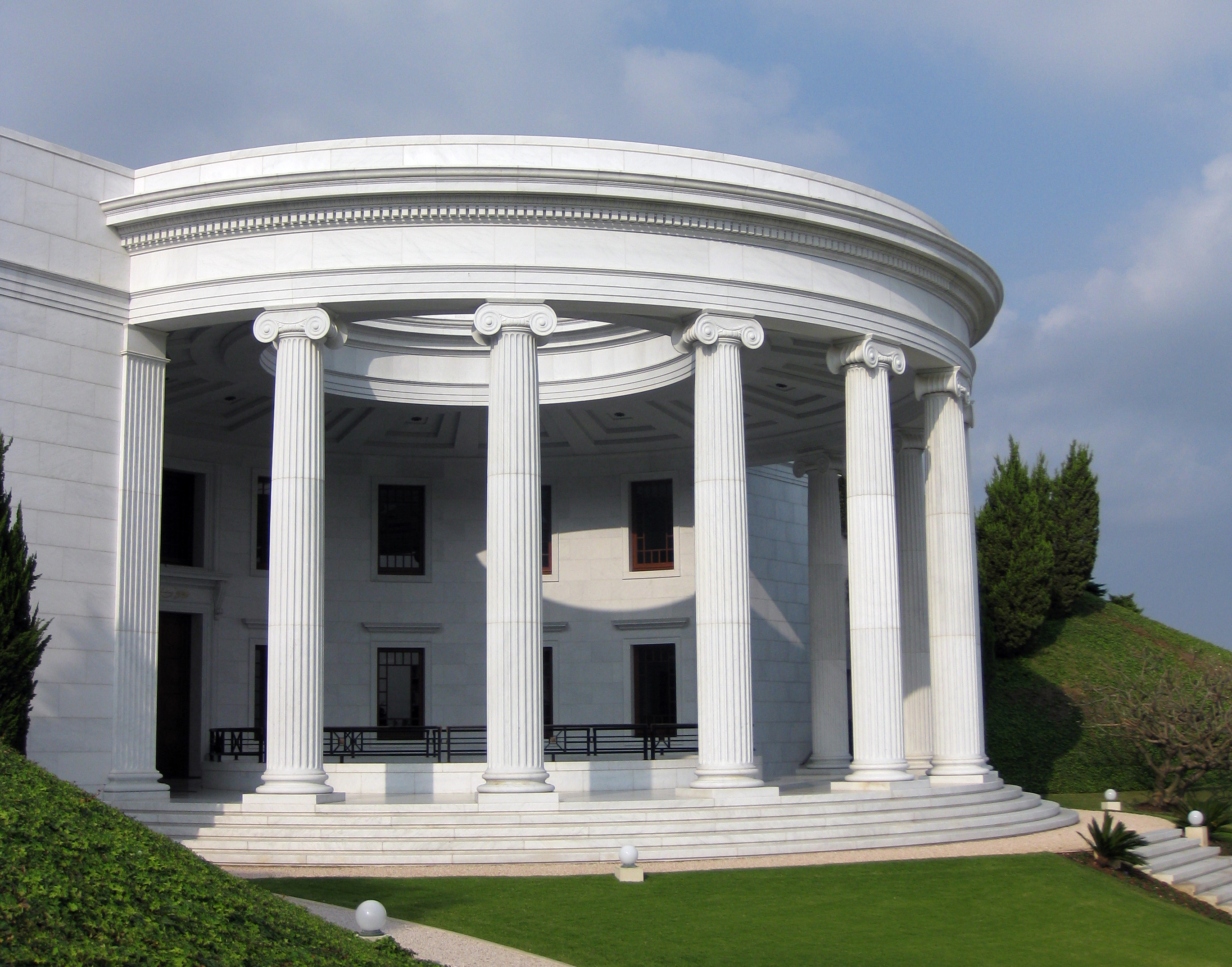
Trung tâm nghiên cứu các văn bản thiêng liêng
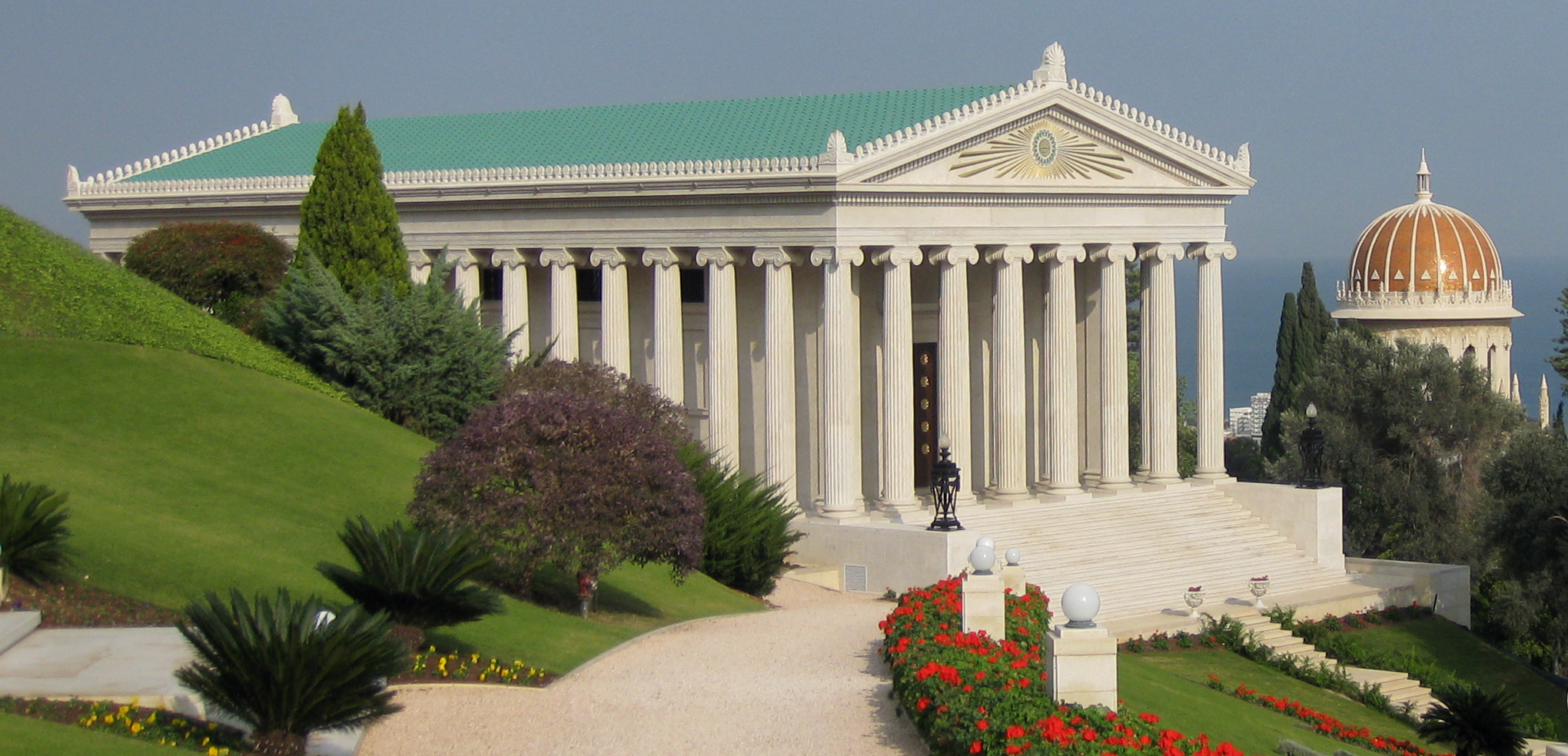
Tòa nhà Lưu trữ Bahá'í Quốc tế

### Vườn Tượng đài
Vườn Tượng đài nằm trong Trung tâm Bahá'í Thế giới là tập hợp của các khu vườn bao quanh các ngôi mộ của một số thành viên trong gia đình thánh Bahá'í gồm:
- Ásíyih Khánum - Người vợ đầu của Bahá'u'lláh
- Mírzá Mihdí - Con trai út của Bahá'u'lláh và Ásíyih Khánum
- Bahíyyih Khánum - Con gái của Bahá'u'lláh
- Munírih Khánum - Vợ của Abdu'l-Bahá

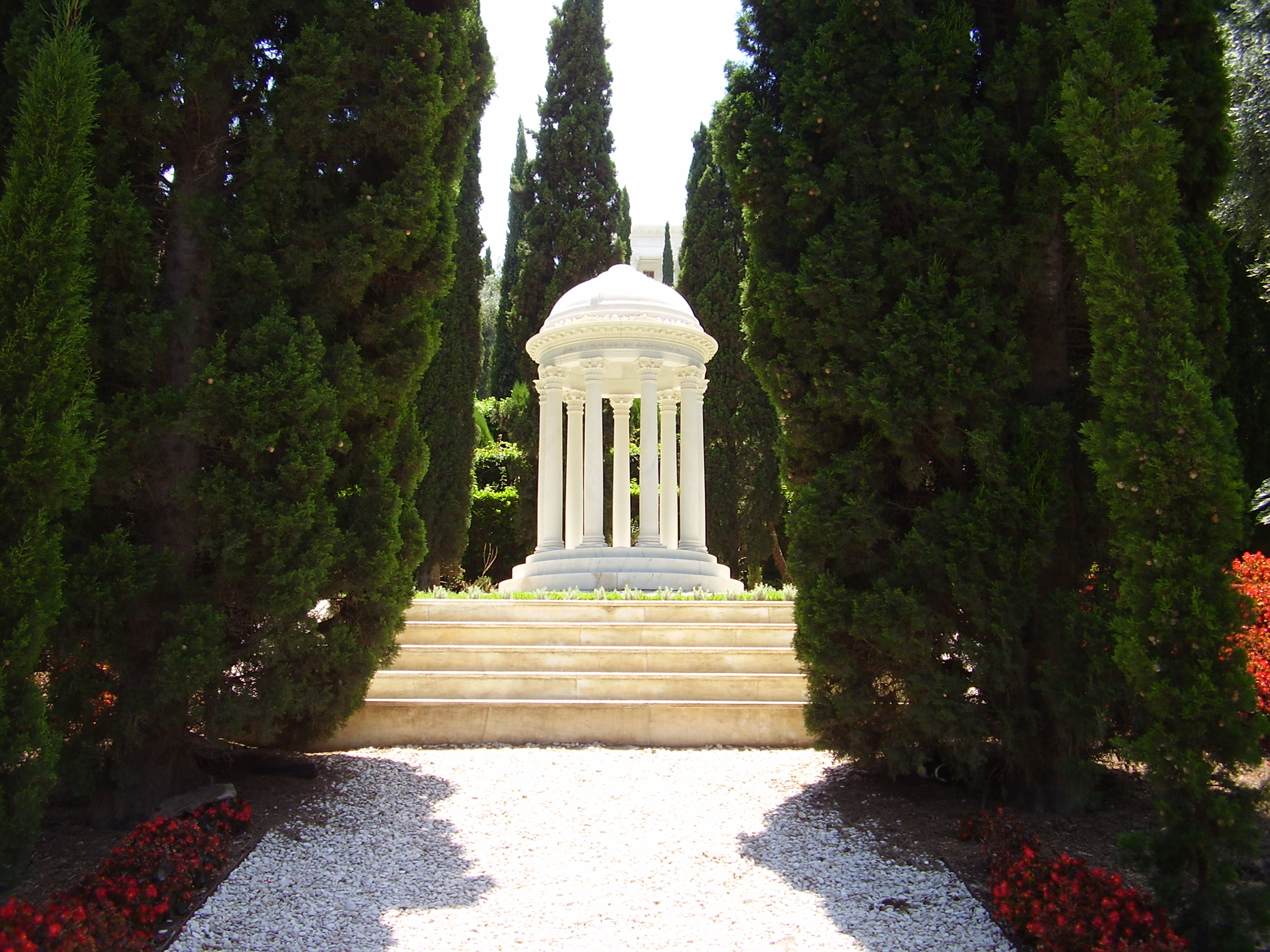
Mộ của Bahíyyih Khánum.
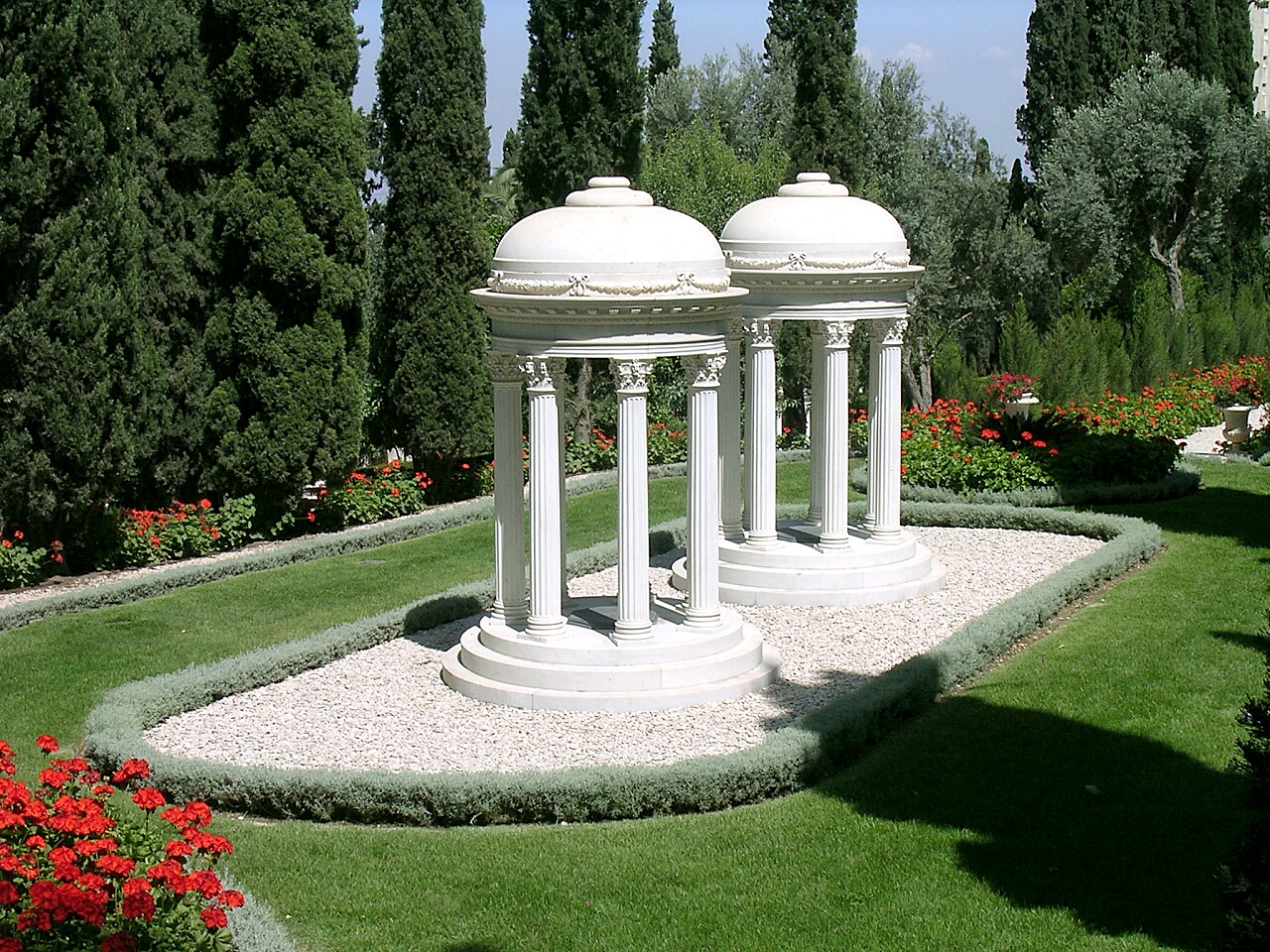
Mộ của Navváb và Mirzá Mihdí.
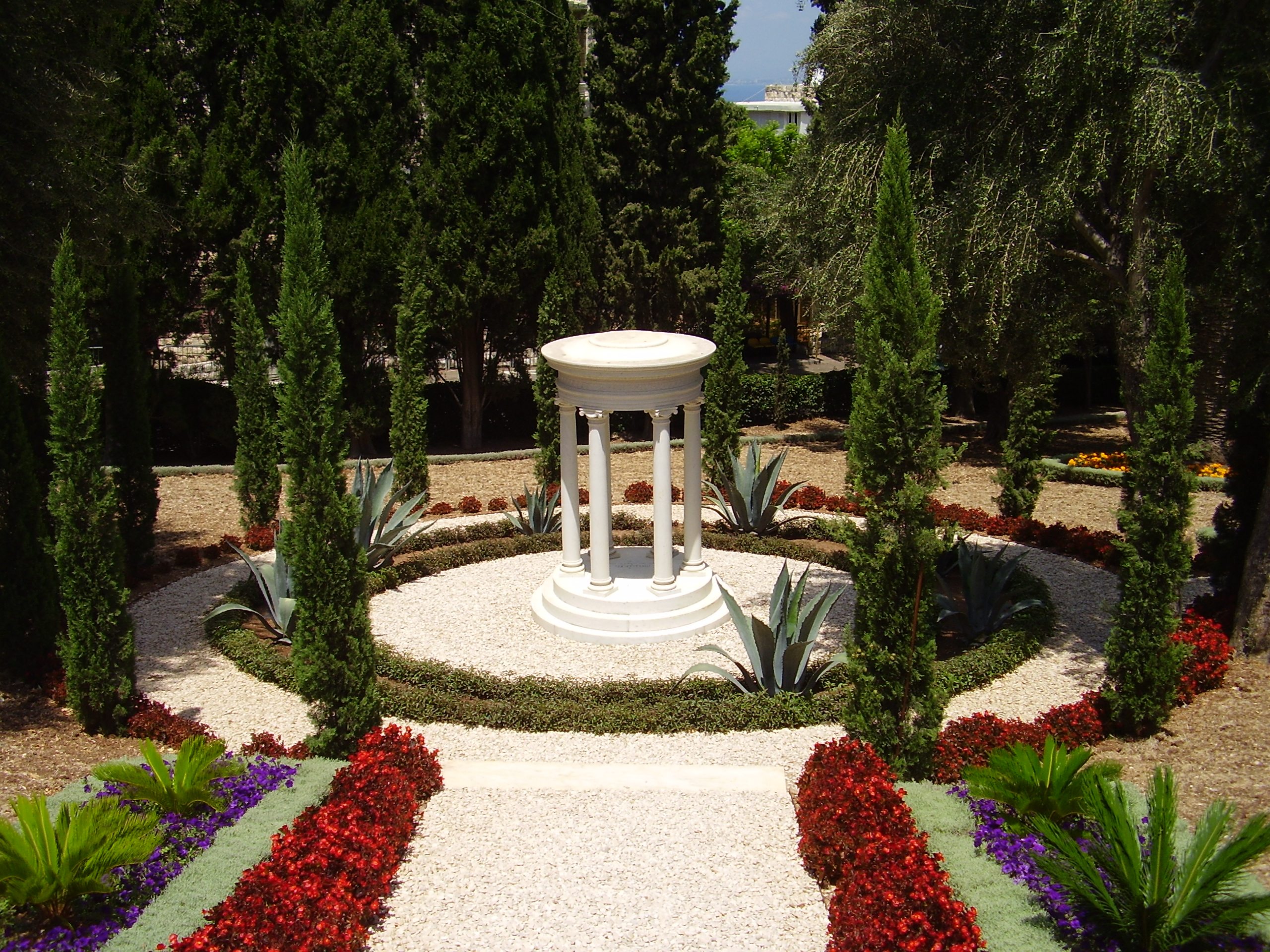
Mộ của Munírih Khánum.

### Vườn bậc thang
Nó bao gồm chín tầng bậc nằm dưới Đền thờ Báb trên núi Carmel. Chín tầng bậc này với lối đi ở giữa tạo thành mười tám khu vườn bậc thang và vườn bao quanh đền thờ tổng thành mười chín. Và đây là một con số đầy ý nghĩa đối với Bahá'í và Báb giáo.

### Trung tâm du khách
Trung tâm du khách là một cấu trúc ngầm phía trên tầng bậc thứ 11 phía sau đền thờ Báb. Nó có thể được thấy từ dưới đường phố nằm dưới Cầu Hatzionut mà khu vườn bắc qua.

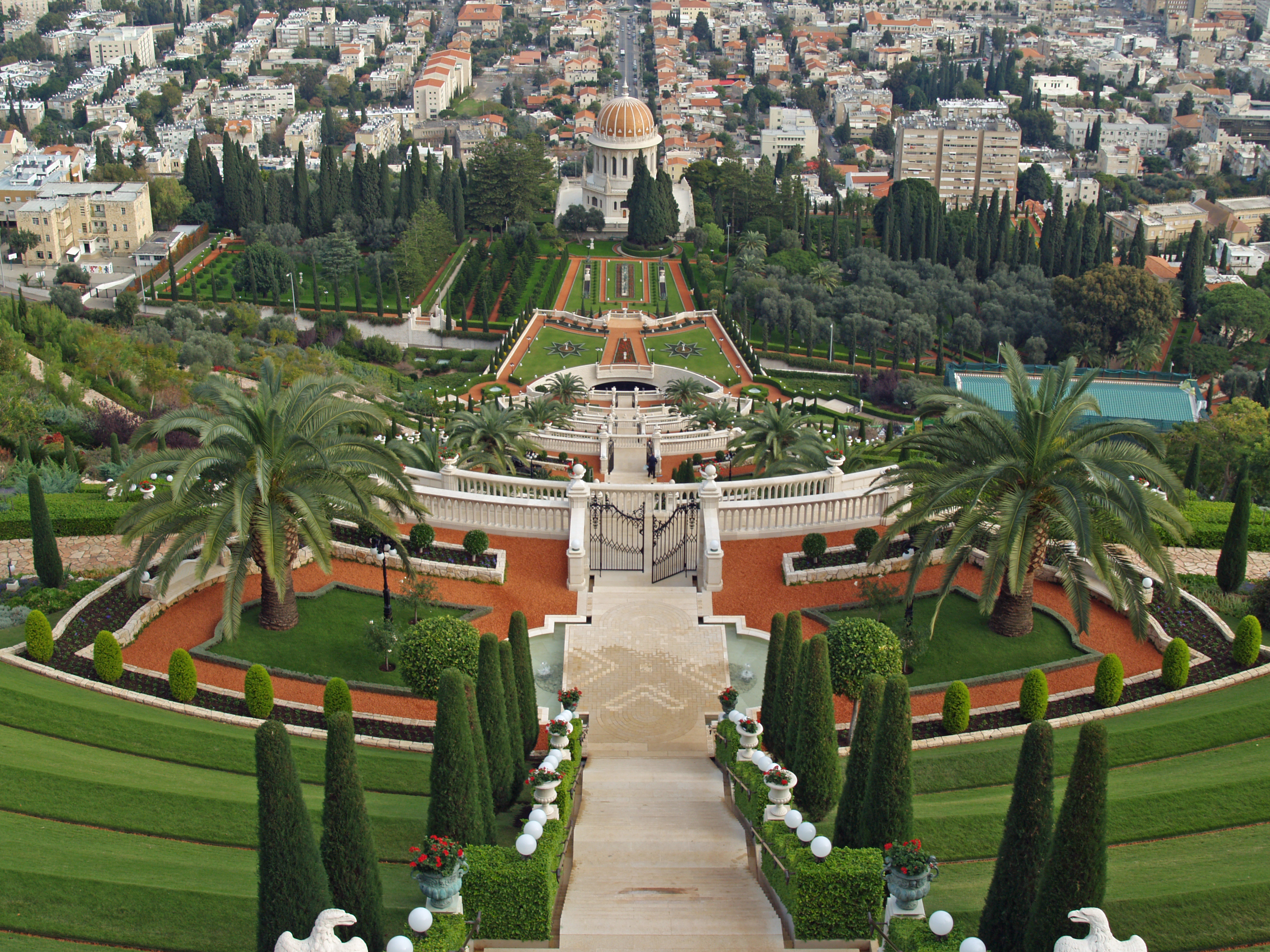
Vườn Bahá'í tại Haifa
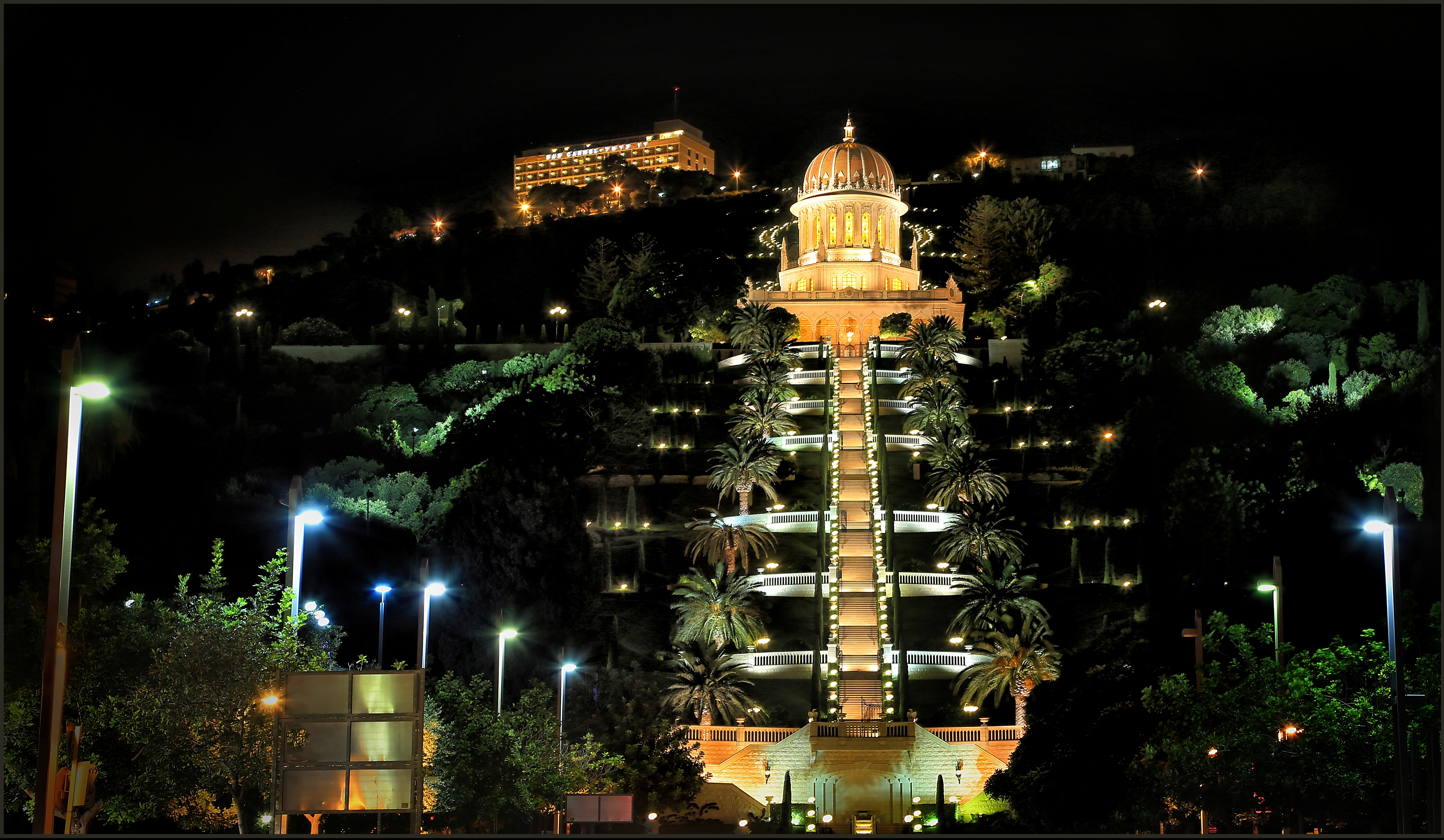
Vườn bậc thang vào ban đêm
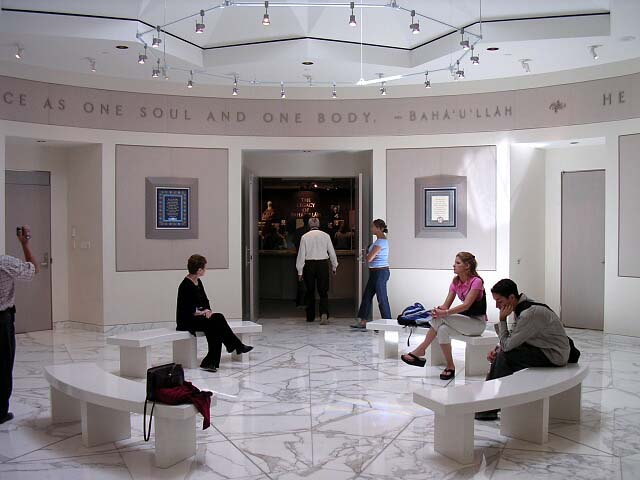
Trung tâm du khách.

### Nhà của `Abdu'l-Bahá
`Abdu'l-Bahá là người đứng đầu Bahá'í giáo từ năm 1892 đến 1921 đã thiết kế và xây dựng một ngôi nhà ở Haifa tại số 7 phố Haparsim sau khi cha của ông là Bahá'u'lláh qua đời. Nó được hoàn thành vào năm 1908 và ông chuyển đến ngôi nhà vào tháng 8 năm 1910, trở thành nơi ở chính thức của ông. Sau chuyến đi đến phương Tây, nó trở thành nơi tiếp đón những người hành hương đến Trung tâm Bahá'í Thế giới. Tuyển cử đầu tiên tại Tòa án Công lý Toàn cầu diễn ra ở đây vào năm 1963.

### Nhà hành hương
Đã có nhiều tòa nhà hành hương dành cho việc tiếp đón khách hành hương trong suốt thế kỷ qua.
- Nhà hành hương phương Tây nguyên thủy: nằm tại số 4 phố Haparsim sử dụng là nơi cho các tín đồ phương Tây, Nó là một phần của Trung tâm Bahá'í Thế giới mặc dù ban đầu nó phục vụ như là một nhà hành hương nhưng sau đó được Abdu'l-Bahá mua lại. Về sau khi nhà hành hương phương Tây mới thay thế chức năng thì tòa nhà này được sử dụng bởi các thành viên thánh Bahá'í trước khi được Tòa Công lý Quốc tế mua lại.
- Nhà hành hương phương Tây thứ hai còn được gọi là Nhà hành hương phương Tây cổ nằm tại số 10 phố Haparsim được sử dụng làm nhà hành hương cho các tín đồ Bahá'í giáo đến để hành hương trong nửa đầu thế kỷ 20. Nó hiện là một phần của Trung tâm Bahá'í Thế giới và được sử dụng bởi Ban Thư ký Cộng đồng Quốc tế Bahá'í và các phòng ban liên quan. Ngôi nhà cũ được William Harry Randall, một tín đồ Bahá'í người Mỹ giàu có mua lại khi thấy ngôi nhà số 4 là không đủ. Việc xây dựng dưới sự chỉ dẫn của `Abdu'l-Bahá nhưng chỉ được hoàn thành trong thời gian Shoghi Effendi trở thành người đứng đầu Bahá'í giáo. Mặc dù được xây dựng để làm nhà hành hương phương Tây nhưng nó cũng đã được sử dụng cho các mục đích khác như trụ sở Hội đồng Bahá'í Quốc tế (1951-1963), trụ sở Tòa Công lý Quốc tế (1963-1983), Trung tâm Giảng dạy Quốc tế (1983-2000).
- Nhà hành hương phương Đông hay Nhà hành hương Haifa là một nhà hành hương dành cho các tín đồ Bahá'í. Nó được xây dựng trên phần đất còn lại của Đền thờ Báb bởi `Abdu'l-Bahá trên núi Carmel. Tòa nhà bằng đá được xây dựng bởi Mírzá Ja'far Rahmání của Ishqábád, người cũng đã bỏ ra toàn bộ chi phí xây dựng. Nó được gọi là Nhà hành hương phương Đông vì trong nhiều thập kỷ, nơi đây có những người hành hương Ba Tư. Sau năm 1951, khi Nhà hành hương phương Tây tại số 10 phố Haparsim trở thành trụ sở của Hội đồng Bahá'í Quốc tế, thì tòa nhà này trở thành Nhà hành hương cho tất cả những người hành hương.
- Trung tâm tiếp nhận hành hương Haifa cũ là trung tâm tiếp nhận các cuộc hành hương đến các địa điểm ở Trung tâm Bahá'í Thế giới. Nó bao gồm hai tòa nhà liền kề với một phòng y tế lịch sử đã được tu sửa và mở cửa cho tham quan từ tháng 10 năm 2000. Nơi đây có thể tiếp nhận 500 khách hành hương cùng lúc và hiện tại chức năng của nó đã được chuyển đến một trung tâm mới hơn gần đền thờ Báb.[6]

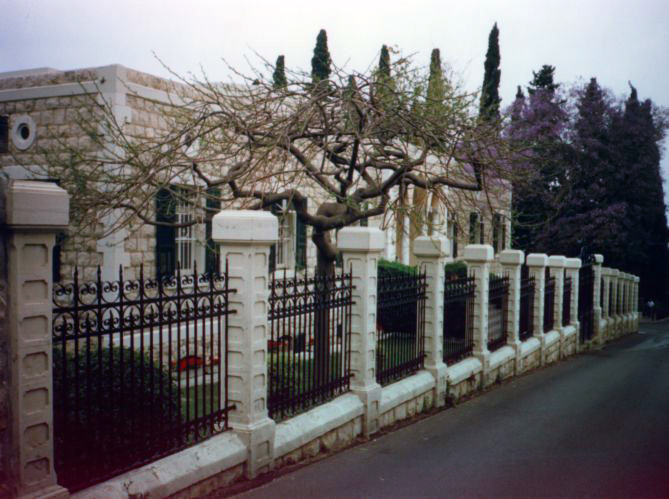
Nhà hành hương phương tây mới
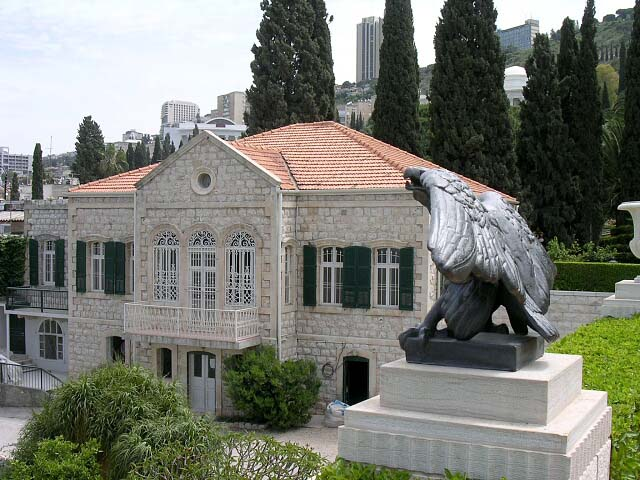
Nhà hành hương phương Đông
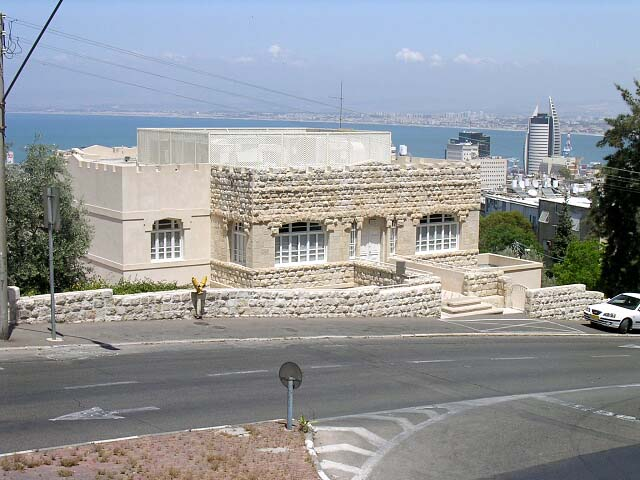
Trung tâm tiếp nhận hành hương Haifa

### Nơi an nghỉ của Amatu'l-Bahá Rúhíyyih Khanum
Đây là một phần của Trung tâm Bahá'í Thế giới. Ban đầu nó được mua lại để đảm bảo việc xung quanh Nhà của `Abdu'l-Bahá không được xây dựng các công trình khác và sử dụng làm vườn. Nó đã được chọn để làm nơi chôn cất Rúhíyyih Khánum khi bà qua đời vào năm 2000.

### Số 75 đại lộ HaTzionut
Đây là một tòa nhà của Trung tâm Bahá'í Thế giới ở Haifa không được tổ chức đặc biệt nhưng là một phần không thể thiếu trong nhiều năm khi nó là nơi mà Shoghi Effendi sử dụng để giám sát việc phát triển mở rộng các khu vườn Bahá'í, một văn phòng làm việc của kiến trúc sư xây dựng vòng cung Bahá'í và Tòa nhà Lưu trữ Bahá'í Quốc tế tạm thời trước khi nó được chuyển đến địa điểm như hiện tại vào năm 1957.

### Cấu trúc khác
Một cấu trúc khác cũng đáng chú ý là cột Obelisk đánh dấu vị trí xây dựng nhà thờ cúng tương lai của Bahá'í trên núi Carmel.

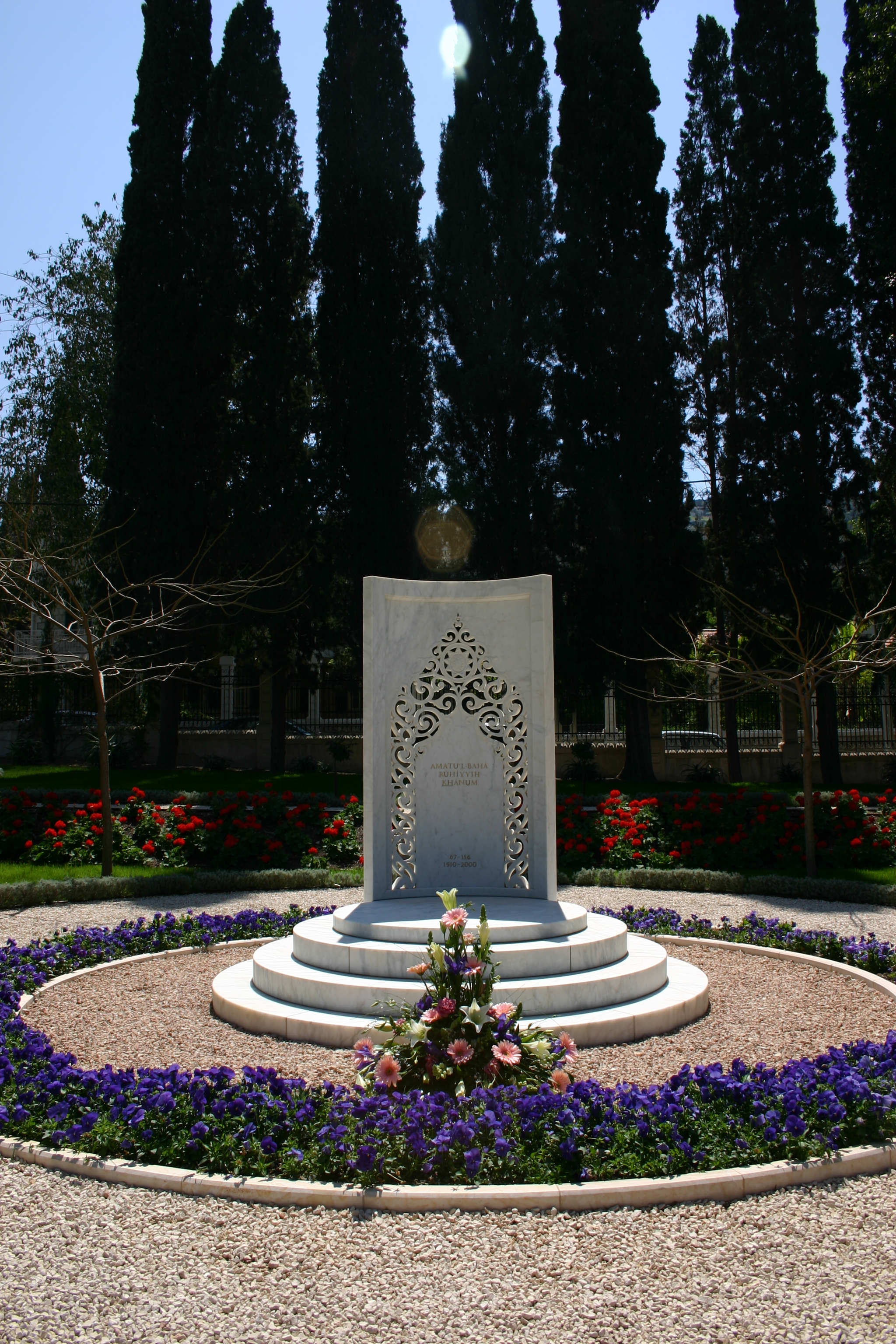
Mộ của Rúhíyyih Khanum
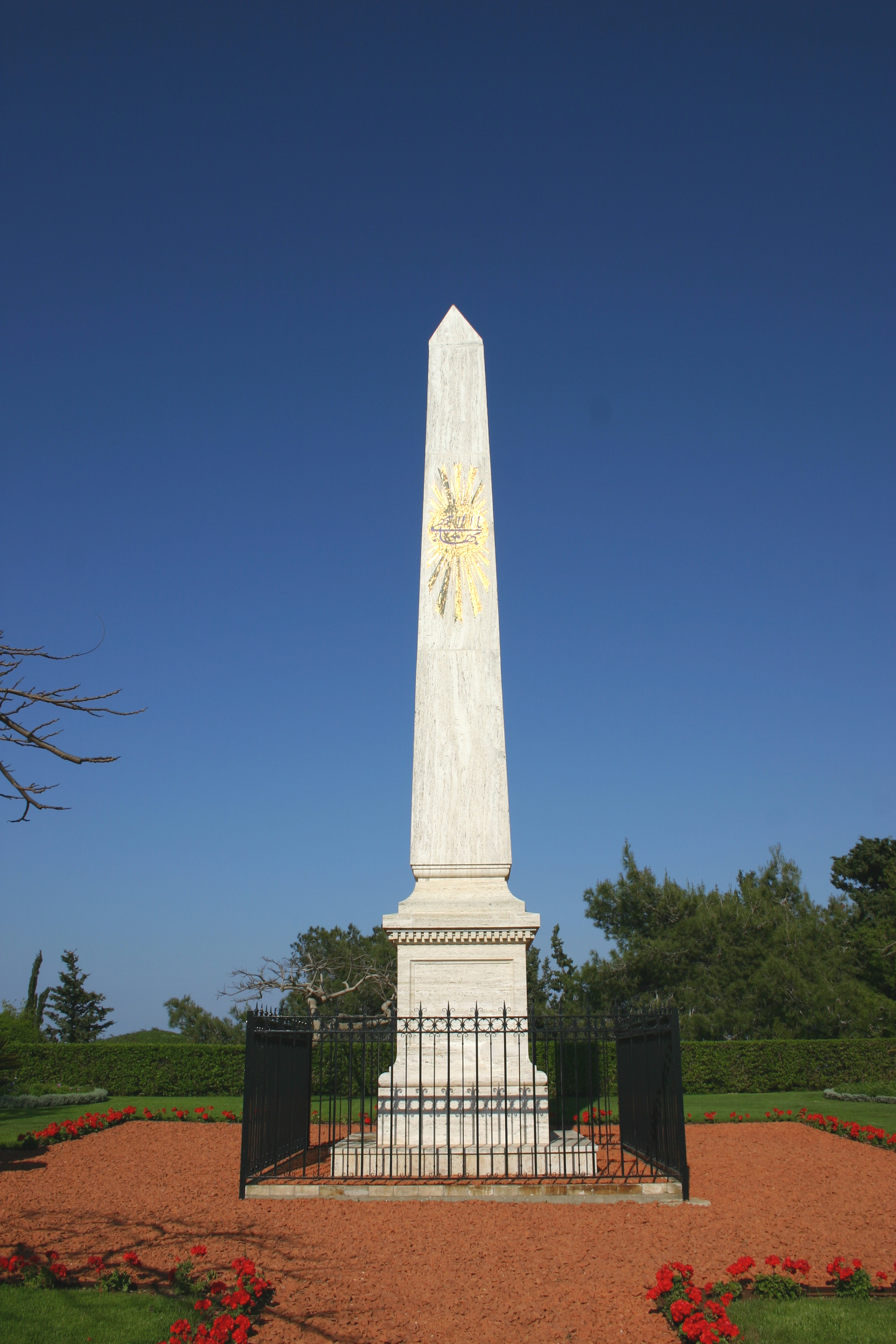
Nhà thờ cúng tương lai của Bahá'í trên núi Carmel

## Akko
Bahá'u'lláh và gia đình ông bị Abdul Aziz lưu đày đến nhà tù ở thành phố Akká (Akko ngày nay). Bahá'u'lláh đến thành phố vào ngày 31 tháng 8 năm 1868 và sống phần đời còn lại ở đây như một tù nhân. Việc giam giữ được nới lỏng vào tháng 6 năm 1877 và ông được chuyển đến Mazra'ih. Các tòa nhà Bahá'í ở đây được thuê hoặc mua lại trong khoảng thời gian này.

### Nhà của `Abbúd
Nhà của `Abbúd đề cập đến hai ngôi nhà:
- Ngôi nhà hướng về phía tây thuộc sở hữu ban đầu bởi chính `Abbúd. Đó là tài sản đầu tiên mà Bahá'u'lláh thuê lại khi được thả ra khỏi nhà tù.
- Ngôi nhà hướng về phía đông thuộc sở hữu của `Údí Khammár cho đến khi nó được nhượng lại cho gia đình thánh Bahá'í. Ông cũng là chủ sở hữu của Biệt thự Bahjí mà sau này Bahá'í cũng có được. Đây là ngôi nhà mà Bahá'u'lláh và người vợ đầu Navváb sinh sống. Chính tại đây, cuốn sách quan trọng nhất của Bahá'í giáo là Kitáb-i-Aqdas đã được viết.

### Nhà của `Abdu'lláh Páshá
Đây là một trong những nơi mà gia đình thánh Bahá'í sử dụng trong khoảng thời gian ở Akká. Nó được `Abdu'l-Bahá mua lại để phù hợp với việc gia đình đang phát triển hơn và cũng cung cấp không gian để chào đón những người hành hương bắt đầu đến. Tên của nguôi nhà bắt nguồn từ Ibrahim Pasha, thống đốc của Akká, người sở hữu ngôi nhà trong những thập niên đầu của thế kỷ 19. Những người hành hương phương Tây đầu tiên đã được chào đón ở đây vào ngày 10 tháng 12 năm 1898.

### Vườn Ridván
Vườn Ridván (Vườn của thiên đường) là vị trí địa thế thánh của Bahá'í giáo phía ngoài không quá xa Akko hiện đại. Ban đầu nó được gọi là "vườn Na‘mayn", được 'Abdu'l-Bahá thuê lại dành cho Bahá'u'lláh, nơi ông thích sau quãng thời gian nhiều năm ở trong tù. Mặc dù có cùng tên nhưng nó không có tầm quan trọng như Vườn Ridván tại Baghdad và cũng không liên quan gì đến lễ hội mười hai ngày Ridván.
Trong những năm 1930 và 1940, hòn đảo của khu vườn biến mất bởi một dự án thoát nước nhằm chống lại bệnh sốt rét. Vào năm 2010, một dự án phục hồi và bảo tồn kéo dài ba năm của khu vườn và các kênh nước ban đầu xung quanh nó đã được hoàn thành. Sau đó, Vườn Ridvan được Bahá'u'lláh gọi là "Đảo xanh của chúng ta" và một lần nữa trở thành một hòn đảo.
Năm 2019, trong thông điệp Ridván hàng năm, Tòa Công lý Quốc tế tuyên bố rằng, đền thờ tương lai của `Abdu'l-Bahá sẽ được xây dựng trong khu vực lân cận vườn Ridván.

### Nhà tù Bahá'u'lláh
Đây là nơi giam cầm Bahá'u'lláh từ năm 1868 đến 1870 ngày nay trở thành một địa điểm hành hương của Bahá'í. Công trình này được phục hồi và hoàn thành vào tháng 6 năm 2004.

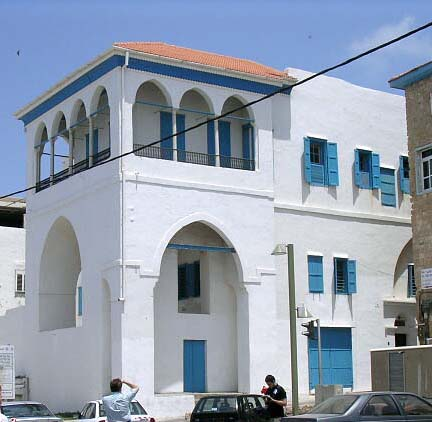
Nhà của `Abbúd
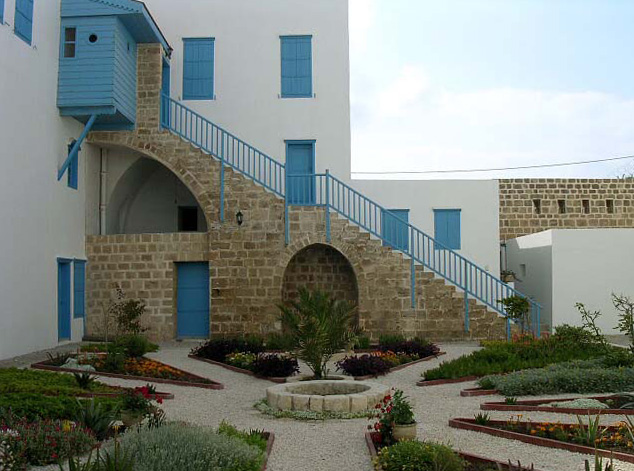
Nhà của `Abdu'lláh Páshá
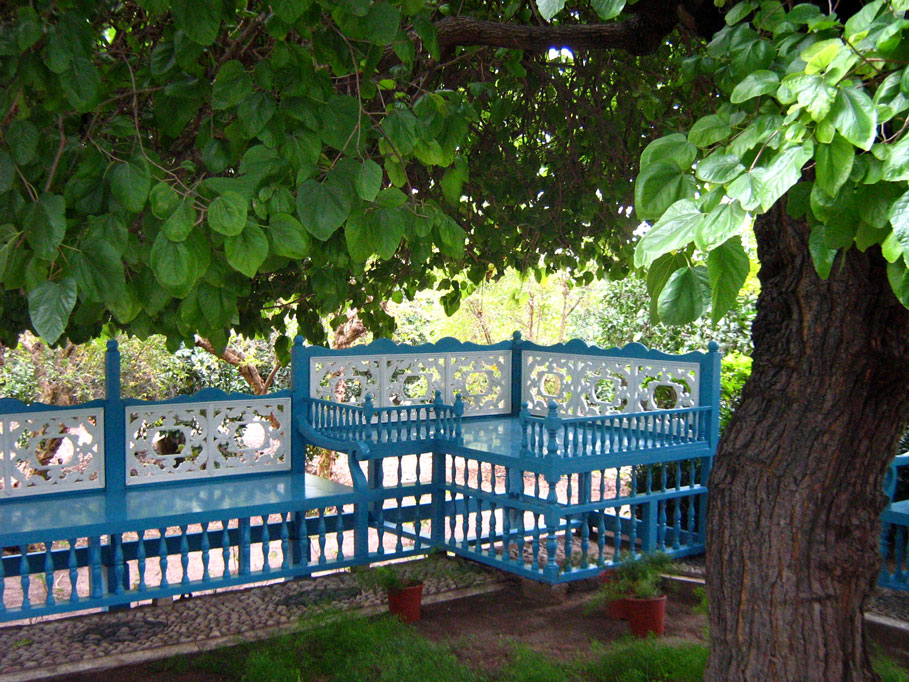
Vườn Ridván
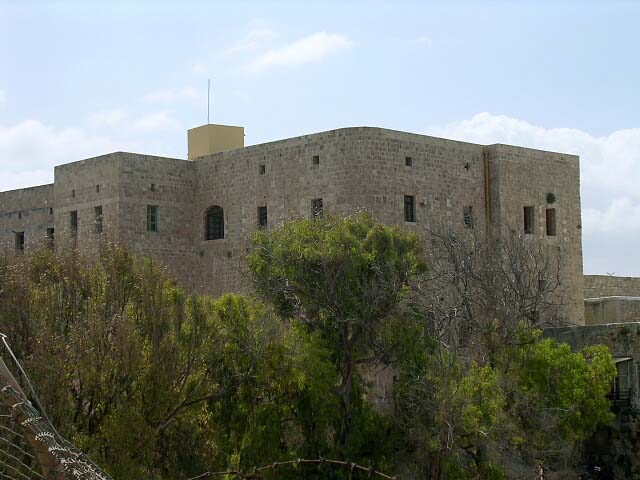
Nhà tù Bahá'u'lláh

## Bahjí

### Đền thờ Bahá'u'lláh
Đây là nơi linh thiêng nhất đối với các tín đồ Bahá'í-Qiblih của họ, nơi cầu nguyện bắt buộc. Đây là nơi lưu giữ hài cốt của Bahá'u'lláh và gần với nơi ông qua đời tại Biệt thự Bahjí.

### Biệt thự Bahjí
Biệt thự này là nơi Đức Bahá'u'lláh qua đời vào năm 1892. Nó được xây dựng vào năm 1870 bởi `Udi Khammar, một thương gia giàu có từ Akká cũng là chủ sở hữu ban đầu của Nhà `Abbúd. Nó vẫn thuộc sở hữu của gia đình ông cho đến năm 1879, khi dịch bệnh khiến nhiều cư dân trốn khỏi đây. Ngôi nhà sau đó được cho gia đình thánh Bahá'í thuê lại với chi phí rất nhỏ. Ngôi mộ của 'Udi Khammar vẫn nằm trong khuôn viên của biệt thự chính, góc tây nam bức tường. Ngày nay nó là một điểm hành hương của các tín đồ Bahá'í giáo.

### Trung tâm du khách Bahjí
Nằm ở Bahjí và gần Đền thờ Bahá'u'lláh là nơi các phương tiện cơ bản được du khách và khách hành hương sử dụng. 

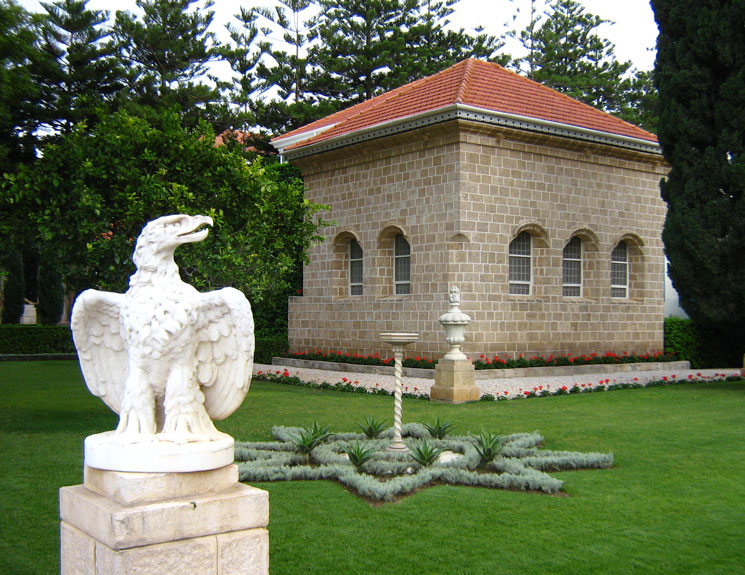
Đền thờ Bahá'u'lláh
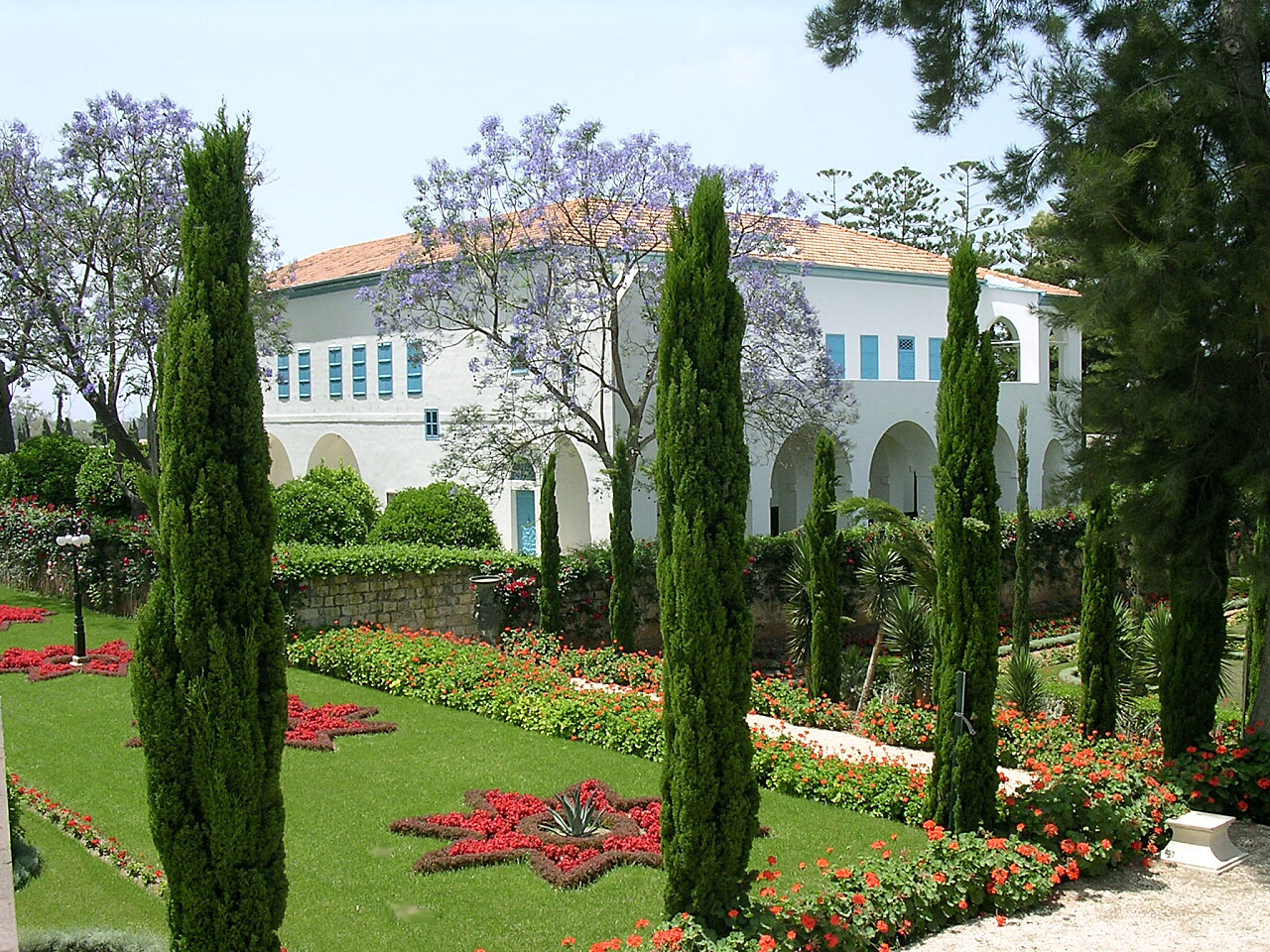
Biệt thự Bahjí
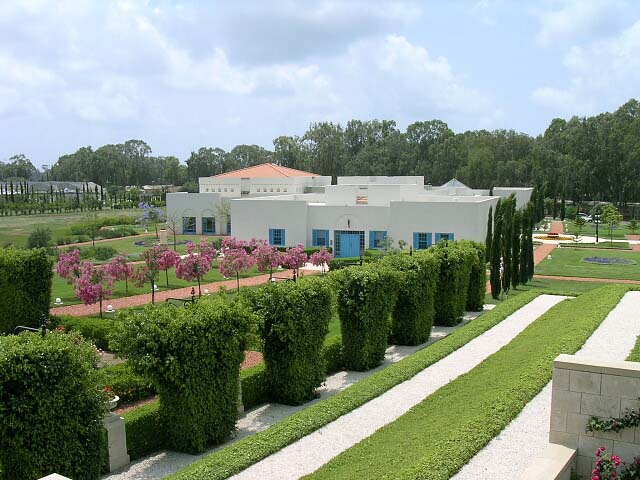
Trung tâm du khách Bahjí
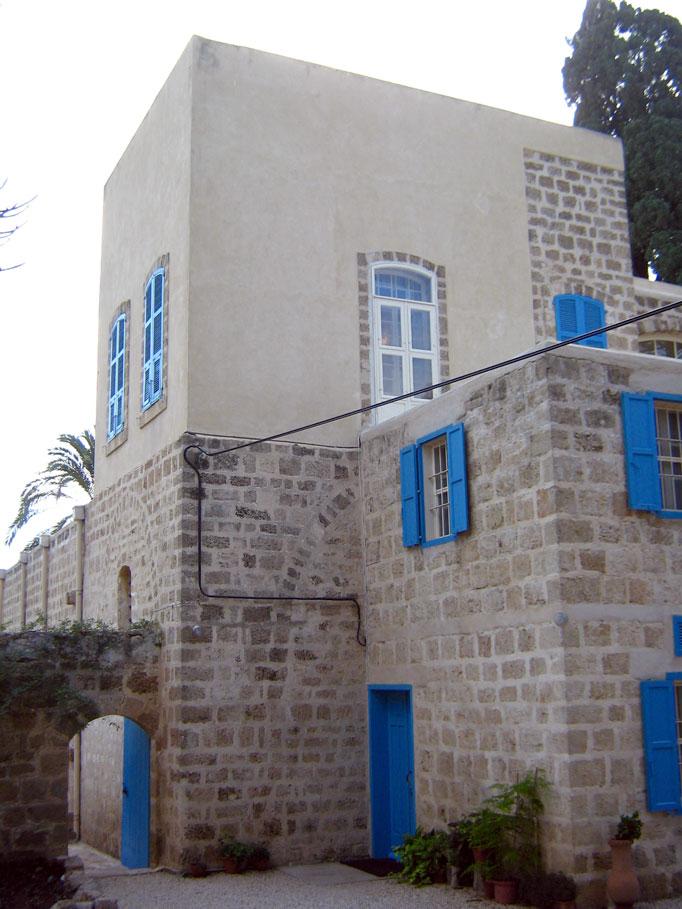
Mazra'ih

## Mazra'ih
Mazra'ih là dinh thự cuối cùng được Bahá'í mua lại vào năm 1873. Nó nằm cách 4 dặm (6 km) về phía bắc Akká, trong thị trấn Mazra'a. Bahá'u'lláh đã sử dụng căn nhà trong suốt mùa hè từ tháng 6 năm 1877 đến năm 1879, trước khi chuyển đến một ngôi nhà lớn hơn ở Bahjí. Công trình được cơ cấu lại và thêm một số phần phụ vào phía trước. Cầu thang trước đây ở bên ngoài giờ nằm trong các bức tường của ngôi nhà. Tài sản này ban đầu là của `Abdu'lláh Páshá trước khi trở thành Waqf (tài sản) Hồi giáo sang Bahá'í, nhà nước Israel thành lập.